# Hermann Frieb

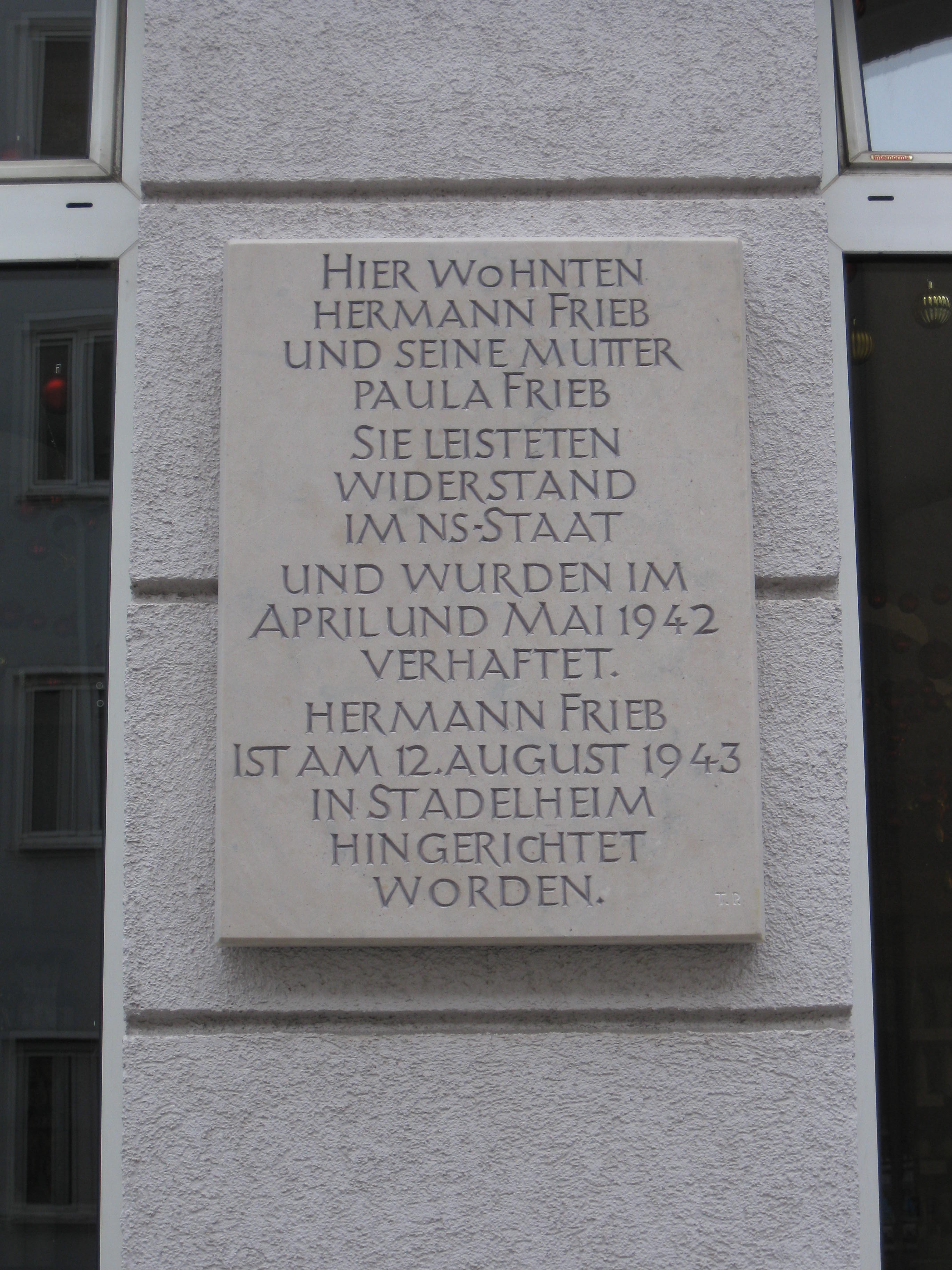
Gedenktafel für Hermann Frieb und seine Mutter in der Schellingstraße in München

Hermann Frieb (* 11. Dezember 1909 in Mauerkirchen in Oberbayern; † 12. August 1943 in München) war ein österreichischer sozialdemokratischer Widerstandskämpfer in der Zeit des Nationalsozialismus.

## Leben
In Bayern geboren als Sohn des österreichischen Wirtschaftsprüfers Eduard Frieb und dessen Frau Paula trat er nach dem Umzug der Familie nach München 1932 der SPD in Sendling bei und leitete bis zu deren Verbot im Juni 1933 die sozialistische Studentengruppe an der Ludwig-Maximilians-Universität München. Im Februar 1934 wurde er verhaftet, und am 27. März 1934 wurde er als österreichischer Staatsbürger wegen Verdachts illegaler politischer Tätigkeit aus Bayern ausgewiesen. In Wien und später Prag, wo er sein Studium fortsetzte, kam er mit Waldemar von Knoeringen und der Widerstandsgruppe „Neu Beginnen“ in Kontakt. Nach dem Tode seines Vaters und der Aufhebung seiner Ausweisung kehrte er 1935 nach München zurück, wo er die väterliche Kanzlei als selbstständiger Steuerberater fortführte. Er baute zusammen mit seiner Mutter Paula in München und Oberbayern die Widerstandsgruppe „Neu Beginnen“ auf. Es ging darum, konspirativ agierend, zusammen mit der SPD-Widerstandsorganisation im Ausland Sopade unter Einbeziehung der Revolutionären Sozialisten Deutschlands, Kontakte unter den Kadereinheiten zu knüpfen, sie mit Informationen zu versorgen, später auch zu bewaffnen und so auf den Kampf gegen die Nationalsozialisten vorzubereiten. Frieb beabsichtigte eine Kampftruppe aufzustellen, aber auch Sabotagemaßnahmen in der Rüstungsindustrie durchzuführen. Im August 1941 wurde er zur Wehrmacht eingezogen. Ob er an der Front festgenommen oder aus gesundheitlichen Gründen bereits nach wenigen Monaten Kriegsdienst entlassen wurde, ist nicht gesichert.
Ab Februar 1942 wurden fast alle Gruppenmitglieder von „Neu Beginnen“, insgesamt etwa 200 Personen, aufgrund der Denunziation durch Naziinformanten verhaftet, auch Frieb und seine Mutter. In seinem Ferienhaus fand die Gestapo mehr als 10.000 Schuss Munition, sechs Gewehre und 25 Pistolen. Am 27. Mai 1943 wurde er vom Volksgerichtshof wegen „Vorbereitung zum Hoch- und Landesverrat“ zum Tode verurteilt und am 12. August des Jahres im Gefängnis von München-Stadelheim hingerichtet.

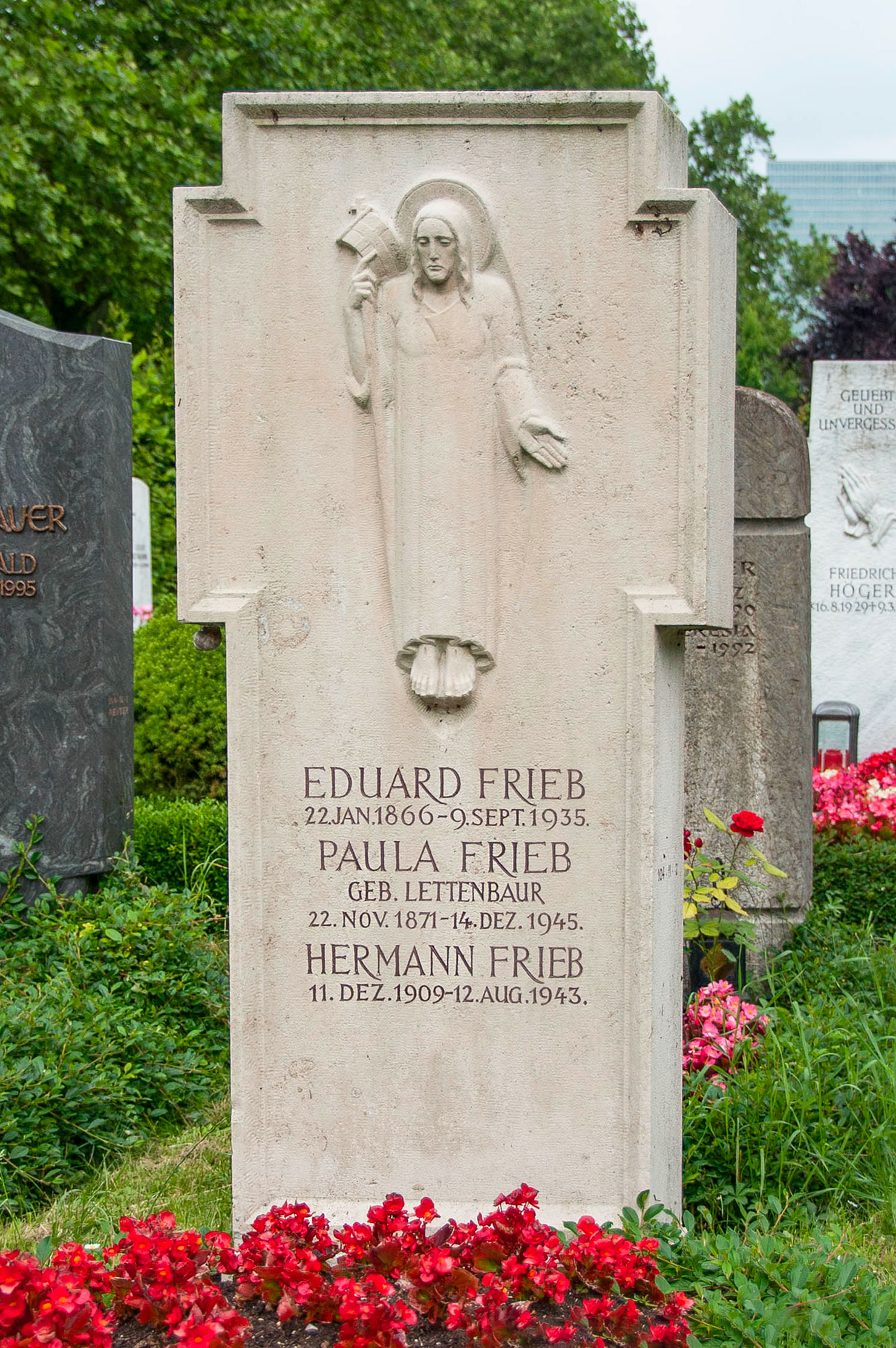
Grab von Hermann Frieb

Sein Grab befindet sich auf dem Nordfriedhof in München (Nr. 104-11-2) und ist als städtisches Ehrengrab eingetragen.

## Ehrungen
Auf Anregung des Schulreferats der Landeshauptstadt München (insbesondere des Stadtschulrates Anton Fingerle) wurde am 22. Januar 1964 die Städtische Realschule für Knaben in München-Schwabing in Städtische Hermann-Frieb-Realschule umbenannt. Im selben Jahr wurde die Hermann-Frieb-Straße im Münchner Stadtteil Hasenbergl nach ihm benannt. 1987 wurde am Wohnort Friebs in der Schellingstraße 78 eine vom Bildhauer Dietmar Scharfe geschaffene Gedenktafel angebracht. Anlässlich seines 60. Todestages fand 2003 eine kleine Gedenkfeier in der Schellingstraße statt. Auf Drängen des Bezirksausschusses Maxvorstadt wurde die Tafel aus dem Jahr 1987 2009 durch eine von Toni Preis geschaffene Gedenktafel ersetzt, die nun an Herrmann Frieb und an seine Mutter Paula Frieb erinnert.